# Sutjeska (fiume)
La Sutjeska (in serbo Сутјеска?, pronuncia [sûtjɛska]) è un fiume della Bosnia ed Erzegovina, affluente di sinistra della Drina, in cui confluisce nei pressi del villaggio di Bastasi, nel comune di Foča.

## Corso del fiume

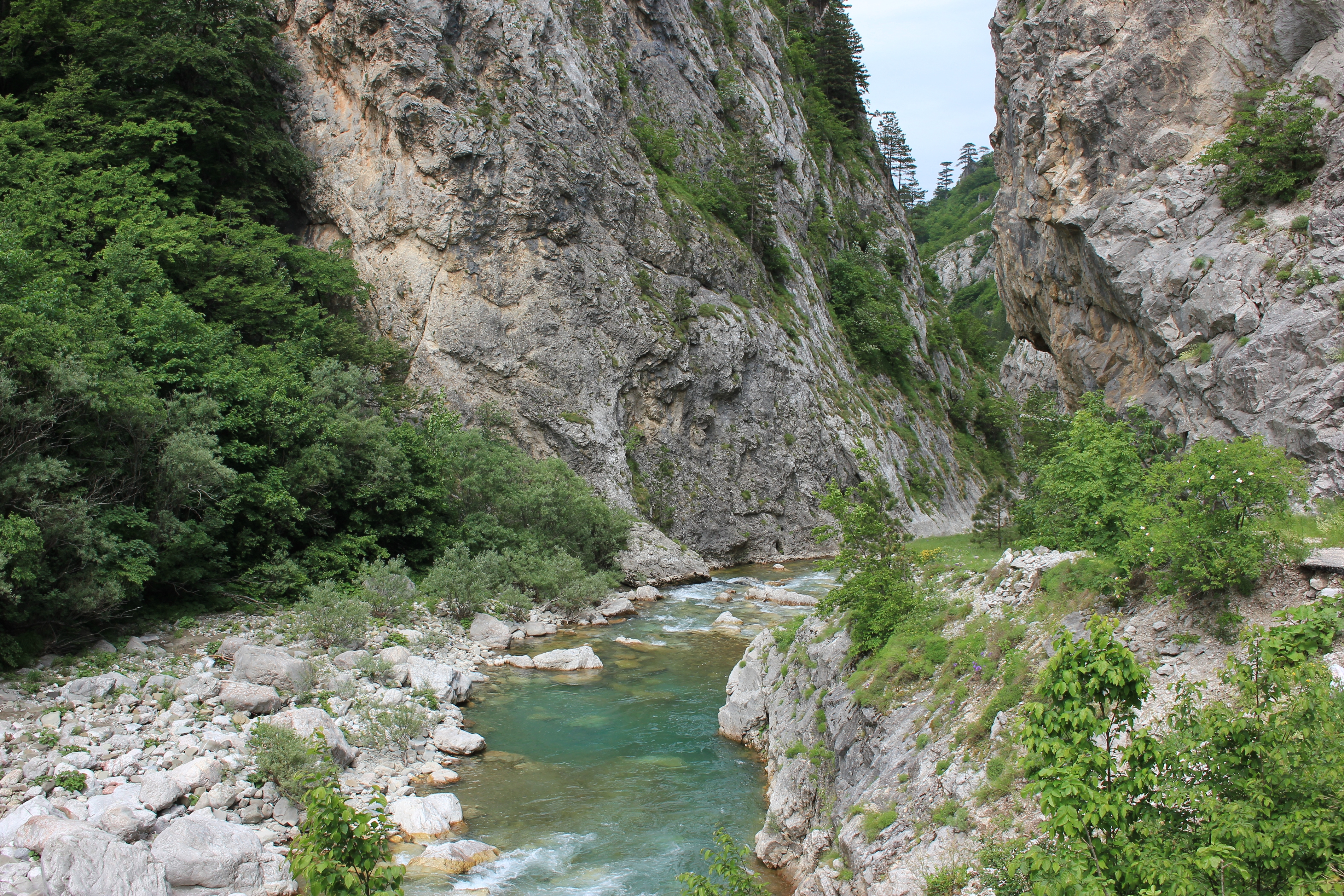
La Sutjeska prima di immettersi nel canyon a sud di Tjentište.

Il fiume ha origine da numerose sorgenti nella zona di Čemerno nel comune di Gacko, nei pressi del confine con il Montenegro, sulle pendici del monte Volujak, che a sua volta appartiene al gruppo montuoso che comprende anche il monte Maglić.
La Sutjeska scorre poi prevalentemente sul fondo di un imponente canyon profondo 1 200 m e della valle di Tjentište, che dividono il massiccio del Maglić da quello del monte Zelengora e che è percorsa dalla strada statale M20 (Trebinje-Foča).
In corrispondenza del villaggio di Popov Most la strada lascia la valle del fiume, che qui gira a est e sfocia infine nella Drina a Bastasi.
Il bacino idrografico della Sutjeska corrisponde grossomodo alla superficie del parco nazionale omonimo, il più grande e antico della Bosnia ed Erzegovina, cui da il nome.
Tra gli affluenti si cita il fiume Perućica, che attraversa la foresta vergine omonima e dà origine ad una spettacolare cascata.

## Storia
Nella ex-Jugoslavia la Sutjeska è nota per la battaglia della Sutjeska (nota anche come "quinta offensiva" o "operazione Schwarz"), combattuta nei pressi del fiume tra maggio e giugno del 1943, durante la seconda guerra mondiale, tra i partigiani di Tito e le potenze dell'Asse, in seguito alla quale l'avanzata nazista nei Balcani poté essere arrestata.